# Pääsaari (ö i Päijänne-Tavastland, Lahtis, lat 61,45, long 26,16)
Pääsaari är en ö i Finland. Den ligger i sjön Salajärvi och i kommunen Gustav Adolfs i den ekonomiska regionen  Lahtis ekonomiska region  och landskapet Päijänne-Tavastland, i den södra delen av landet, 160 km norr om huvudstaden Helsingfors. Öns area är 0,6 hektar och dess största längd är 130 meter i öst-västlig riktning.